# Lista de prefeitos dos municípios do Rio de Janeiro eleitos em 2020
Esta é a lista de prefeitos dos municípios do estado do Rio de Janeiro eleitos em 2020.
Nas eleições municipais brasileiras de 2020, 87 dos 92 municípios fluminenses elegeram seus prefeitos em primeiro turno. O mais votado foi Waguinho Carneiro, do MDB, que teve 162.720 votos dos eleitores de Belford Roxo (80,40% do total), enquanto a maior votação proporcional foi de Fabiano Horta, do PT, que recebeu 88,09% dos votos em Maricá.
4 dos 10 municípios do Rio de Janeiro tiveram disputa em segundo turno: na capital do estado, Eduardo Paes derrotou o então prefeito e candidato à reeleição Marcelo Crivella por larga vantagem (1.629.319 votos contra 913.700 do candidato do Republicanos). enquanto em Campos dos Goytacazes, Petrópolis e São Gonçalo, os candidatos vitoriosos foram, respectivamente, Wladimir Garotinho (PSD), Rubens Bomtempo (PSB) - que teve a candidatura sub-judice e teve sua posse barrada em dezembro pela Justiça Eleitoral após ter sido condenado por improbidade administrativa - e Capitão Nelson (Avante).
Dos 12 partidos que elegeram prefeitos, PP e PSC foram os que tiveram mais êxito, elegendo 11 candidatos cada (2 encontravam-se em pendência), seguidos pelo MDB (7).
Bruno Boaretto, do PL, foi o único candidato a obter 100% dos votos, recebendo 4.416 no município de Macuco.
| Nº | Município                     | Prefeito                                                | Partido       | Votos                                   | %                                 |
| -- | ----------------------------- | ------------------------------------------------------- | ------------- | --------------------------------------- | --------------------------------- |
| 1  | Angra dos Reis                | Fernando Jordão                                         | MDB           | 45.172                                  | 52,66                             |
| 2  | Aperibé                       | Ronald Moreira (Roninho)                                | PSD           | 3.466                                   | 49,39                             |
| 3  | Araruama                      | Lívia Soares (Lívia de Chiquinho)                       | PP            | 40.620                                  | 63,34                             |
| 4  | Areal                         | José Augusto Bernardes Lima (Gutinho)                   | REDE          | 3.490                                   | 47,93                             |
| 5  | Armação dos Búzios            | Alexandre Martins                                       | Republicanos  | 9.451                                   | 43,44                             |
| 6  | Arraial do Cabo               | Marcelo Magno                                           | Solidariedade | 9.077                                   | 39,56                             |
| 7  | Barra do Piraí                | Mário Esteves                                           | Republicanos  | 21.424                                  | 47,15                             |
| 8  | Barra Mansa                   | Rodrigo Drable                                          | DEM           | 43.323                                  | 51,41                             |
| 9  | Belford Roxo                  | Wagner dos Santos Carneiro (Waguinho)                   | MDB           | 162.720                                 | 80,40                             |
| 10 | Bom Jardim                    | Paulo Barros                                            | PL            | 7,512                                   | 49,81                             |
| 11 | Bom Jesus do Itabapoana       | Paulo Sérgio Cyrillo                                    | Republicanos  | 7.391                                   | 32,98                             |
| 12 | Cabo Frio                     | José Bonifácio Ferreira Novellino                       | PDT           | 44.947                                  | 44,75                             |
| 13 | Cachoeiras de Macacu          | Rafael Miranda                                          | PP            | 13.166                                  | 40,62                             |
| 14 | Cambuci                       | Maxwell Guimarães (Marquinho da Venda)                  | Solidariedade | 3.540                                   | 34,11                             |
| 15 | Campos dos Goytacazes         | Wladimir Garotinho                                      | PSD           | 106.526 (1º turno) 121.174 (2º turno)   | 42,94 (1º turno) 52,40 (2º turno) |
| 16 | Cantagalo                     | Joaquim Augusto Carvalho de Paula (Guga)                | PP            | 6.355                                   | 53,65                             |
| 17 | Carapebus                     | Christiane Cordeiro                                     | PP            | 3.565                                   | 34,71                             |
| 18 | Cardoso Moreira               | Geane Vincler                                           | PSD           | 3.359                                   | 35,37                             |
| 19 | Carmo                         | Serginho Soares                                         | PDT           | 6.072                                   | 54,18                             |
| 20 | Casimiro de Abreu             | Ramon Dias Gidalte                                      | Cidadania     | 13.306                                  | 60,22                             |
| 21 | Comendador Levy Gasparian     | Cláudio Mannarino                                       | MDB           | 2.462                                   | 37,16                             |
| 22 | Conceição de Macabu           | José Sebastião Castro (Dr. José)                        | PSD           | 5.541                                   | 41,99                             |
| 23 | Cordeiro                      | Leonan Lopes                                            | PSC           | 6.455                                   | 50,84                             |
| 24 | Duas Barras                   | Fabrício Luiz Lima Ayres (Dr. Fabrício Luiz)            | MDB           | 4.186                                   | 52,67                             |
| 25 | Duque de Caxias               | Washington Reis                                         | MDB           | 212.354                                 | 52,55                             |
| 26 | Engenheiro Paulo de Frontin   | José Emmanoel Rodrigues Artemenko (Maneko Artemenko)    | PSDB          | 4.160                                   | 48,33                             |
| 27 | Guapimirim                    | Marina Fernandez                                        | PMB           | 14.827                                  | 48,71                             |
| 28 | Iguaba Grande                 | Vantoil Medeiros                                        | Cidadania     | 11.957                                  | 65,60                             |
| 29 | Itaboraí                      | Marcelo Delaroli                                        | PL            | 42.025                                  | 39,30                             |
| 30 | Itaguaí                       | Rubem Vieira de Sousa (Dr. Rubão)                       | PODE          | 11.341                                  | 17,72                             |
| 31 | Italva                        | Leonardo Rangel (Léo Pelanca)                           | PSC           | 4.998                                   | 57,02                             |
| 32 | Itaocara                      | Geyves Maia Vieira                                      | Cidadania     | 5.374                                   | 36,23                             |
| 33 | Itaperuna                     | Alfredo Rodrigues (Alfredão)                            | PSD           | 19.640                                  | 38,47                             |
| 34 | Itatiaia                      | Eduardo Guedes da Silva (Dudu)                          | PSC           | 8.149                                   | 44,37                             |
| 35 | Japeri                        | Dra. Fernanda Ontiveros                                 | PDT           | 20.259                                  | 38,31                             |
| 36 | Laje do Muriaé                | Eudócio Cardoso (Netinho do Dinésio)                    | PL            | 2.933                                   | 49,38                             |
| 37 | Macaé                         | Welberth Rezende                                        | Cidadania     | 26.060                                  | 23,93                             |
| 38 | Macuco                        | Bruno Boaretto                                          | PL            | 4.416                                   | 100                               |
| 39 | Magé                          | Renato Cozzolino                                        | PP            | 36.478                                  | 27,13                             |
| 40 | Mangaratiba                   | Alan Campos da Costa (Alan Bombeiro)                    | PP            | 13.342                                  | 51,75                             |
| 41 | Maricá                        | Fabiano Horta                                           | PT            | 76.285                                  | 88,09                             |
| 42 | Mendes                        | Jorge Henrique Costa de Oliveira                        | Solidariedade | 3.464                                   | 30,76                             |
| 43 | Mesquita                      | Jorge Miranda                                           | PL            | 69.174                                  | 78,63                             |
| 44 | Miguel Pereira                | André Pinto de Afonseca (André Português)               | PSC           | 13.251                                  | 83,22                             |
| 45 | Miracema                      | Clóvis Tostes de Barros (Clovinho)                      | Solidariedade | 8.573                                   | 54,55                             |
| 46 | Natividade                    | Severiano Rezende (Severiano Neném)                     | PROS          | 4.654                                   | 47,67                             |
| 47 | Nilópolis                     | Abraão David Neto (Abraãozinho)                         | PL            | 40.011                                  | 48,97                             |
| 48 | Niterói                       | Axel Schmidt Grael                                      | PDT           | 151.846                                 | 62,56                             |
| 49 | Nova Friburgo                 | Johnny Maycon                                           | Republicanos  | 22.277                                  | 23,28                             |
| 50 | Nova Iguaçu                   | Rogerio Lisboa                                          | MDB           | 218.396                                 | 62,10                             |
| 51 | Paracambi                     | Lucimar Ferreira (Lucimar do Dr. Flávio)                | PL            | 12.558                                  | 52,23                             |
| 52 | Paraíba do Sul                | Dayse Onofre                                            | PL            | 8.285                                   | 35,93                             |
| 53 | Paraty                        | Luciano de Oliveira Vidal                               | MDB           | 11.052                                  | 47,83                             |
| 54 | Paty do Alferes               | Eurico Bernardes Neto (Juninho Bernardes)               | PSC           | 8.591                                   | 51,07                             |
| 55 | Petrópolis                    | Rubens Bomtempo                                         | PSB           | 39.093 (1º turno) 64.907 (2º turno)     | 27,37 (1º turno) 55,18 (2º turno) |
| 56 | Pinheiral                     | Ednardo Barbosa                                         | PSC           | 8.288                                   | 64,67                             |
| 57 | Piraí                         | Arthur Henrique Gonçalves Ferreira (Tutuca)             | PSC           | 9.919                                   | 59,07                             |
| 58 | Porciúncula                   | Léo Coutinho                                            | Solidariedade | 5.254                                   | 52,21                             |
| 59 | Porto Real                    | Alexandre Serfiotis                                     | PSD           | 5.548                                   | 38.83                             |
| 60 | Quatis                        | Aluísio D'Elias                                         | PSC           | 3.747                                   | 45,25                             |
| 61 | Queimados                     | Glauco Kaizer                                           | Solidariedade | 19.010                                  | 28.83                             |
| 62 | Quissamã                      | Fátima Pacheco                                          | DEM           | 7.829                                   | 52,19                             |
| 63 | Resende                       | Diogo Balieiro Diniz                                    | DEM           | 54.880                                  | 82,57                             |
| 64 | Rio Bonito                    | Leandro Pereira Netto (Leandro Peixe)                   | Republicanos  | 8.352                                   | 25,17                             |
| 65 | Rio Claro                     | Professor José Osmar                                    | PSC           | 6.569                                   | 58,06                             |
| 66 | Rio das Flores                | Vicente Guedes                                          | DEM           | 4.806                                   | 75,35                             |
| 67 | Rio das Ostras                | Marcelino Borba (Marcelino da Farmácia)                 | PV            | 29.476                                  | 51,24                             |
| 68 | Rio de Janeiro                | Eduardo Paes                                            | DEM           | 974.804 (1º turno) 1.629.319 (2º turno) | 37,01 (1º turno) 64,07 (2º turno) |
| 69 | Santa Maria Madalena          | Clementino da Conceição                                 | PL            | 2.169                                   | 31,44                             |
| 70 | Santo Antônio de Pádua        | Paulo Roberto Pinheiro Pinto (Paulinho da Refrigeração) | PTB           | 9.243                                   | 39,01                             |
| 71 | São Fidélis                   | Amarildo Alcântara (Amarildo do Hospital)               | Solidariedade | 8.779                                   | 38,02                             |
| 72 | São Francisco de Itabapoana   | Francimara Lemos                                        | Solidariedade | 13.464                                  | 47,59                             |
| 73 | São Gonçalo                   | Nelson Ruas dos Santos (Capitão Nelson)                 | Avante        | 85.399 (1º turno) 189.719 (2º turno)    | 22,82 (1º turno) 50,79 (2º turno) |
| 74 | São João da Barra             | Carla Machado                                           | PP            | 19.106                                  | 69,72                             |
| 75 | São João de Meriti            | João Ferreira Neto (Dr. João)                           | DEM           | 122.151                                 | 56,83                             |
| 76 | São José de Ubá               | Gean Marcos Pereira da Silva                            | MDB           | 3.132                                   | 51,54                             |
| 77 | São José do Vale do Rio Preto | Gilberto Esteves                                        | Avante        | 5.032                                   | 40,33                             |
| 78 | São Pedro da Aldeia           | Carlos Fábio da Silva (Fábio do Pastel)                 | PODE          | 15.399                                  | 34,55                             |
| 79 | São Sebastião do Alto         | Alif Rodrigues da Silva (Afim Rodrigues)                | Solidariedade | 3.662                                   | 60,07                             |
| 80 | Sapucaia                      | Breno Junqueira (Breninho)                              | PTB           | 5.414                                   | 46,24                             |
| 81 | Saquarema                     | Manoela Peres                                           | DEM           | 34.960                                  | 78,52                             |
| 82 | Seropédica                    | Lucas Dutra dos Santos (Professor Lucas)                | PSC           | 26.976                                  | 66,01                             |
| 83 | Silva Jardim                  | Jaime Figueiredo                                        | PROS          | 7.981                                   | 56,22                             |
| 84 | Sumidouro                     | Eliesio Peres da Silva (Pé Liso)                        | PTB           | 5.753                                   | 50,18                             |
| 85 | Tanguá                        | Rodrigo Medeiros                                        | PP            | 13.070                                  | 68,78                             |
| 86 | Teresópolis                   | Vinicius Claussen                                       | PSC           | 45.484                                  | 42,01                             |
| 87 | Trajano de Moraes             | Rodrigo Freire Viana                                    | DEM           | 3.027                                   | 42,01                             |
| 88 | Três Rios                     | Joacir Barbaglio Pereira (Joa)                          | PL            | 19.118                                  | 45,51                             |
| 89 | Valença                       | Luiz Fernando Furtado da Graça (Fernandinho Graça)      | PP            | 16.862                                  | 46,08                             |
| 90 | Varre-Sai                     | Silvestre José Gorini (Dr. Silvestre)                   | PP            | 3.392                                   | 50,10                             |
| 91 | Vassouras                     | Severino Dias                                           | DEM           | 12.815                                  | 60,42                             |
| 92 | Volta Redonda                 | Antônio Francisco Neto                                  | DEM           | 85.673                                  | 57,20                             |